# Old Grangonian Club
 (juillet 2022).
Si vous disposez d'ouvrages ou d'articles de référence ou si vous connaissez des sites web de qualité traitant du thème abordé ici, merci de compléter l'article en donnant les références utiles à sa vérifiabilité et en les liant à la section « Notes et références ».
Le Old Grangonian Club, surnommé Old Boys, est un club de rugby à XV basé dans la ville de Santiago, au Chili.
Le club de rugby à XV est une des sections d'un club omnisports où l'on pratique aussi le football, le tennis et le hockey[Lequel ?].
La section rugby est la plus ancienne et la plus prestigieuse de l'institution et évolue actuellement dans le championnat du Chili de rugby à XV. 

## Histoire
Il a été fondé en 1938 par un groupe d'anciens élèves de la Grange School (es)
Depuis 2013, le siège du Old Grangonian Club est situé sur la commune de Colina, dans la partie nord de Santiago, dans la ville de Chicureo.

## Rivalités
Le rival traditionnel des Old Boys est l'Universidad Católica contre lequel ils disputent un derby, le Clásico de la Ovalada Chilena.
L'autre grande rivalité est contre un autre club d'anciens élèves d'une école britannique, les Old Macks (anciens élèves de l'école Mackay).

## Palmarès de la section rugby
- Championnat du Chili (19) : 1954, 1960, 1966, 1967, 1969, 1970, 1976, 1977, 1979, 1983, 1984, 1985, 1986, 1987, 1990, 1994, 2005, 2012, 2017
- Torneo de Apertura (3) : 1995, 2001, 2018
- Copa de Plata Torneo Central de Rugby (1) : 2007
- Copa de Plata Torneo de Apertura (1) : 2006
- Liga Nacional ADO Chile (1) : 2011